# گارا دمبله
گارا دمبله (انگلیسی: Garra Dembélé؛ زادهٔ ۲۱ فوریهٔ ۱۹۸۶) بازیکن فوتبال اهل فرانسه است.
از باشگاه‌هایی که در آن بازی کرده‌است می‌توان به باشگاه ورزشی آرهوس، باشگاه فوتبال لفسکی صوفیه، باشگاه فوتبال ووهان، باشگاه فوتبال اوسر، باشگاه فوتبال فرایبورگ، و باشگاه فرهنگی ورزشی دبی اشاره کرد.
وی همچنین در تیم‌های ملی فوتبال زیر ۱۸ سال فرانسه، زیر ۱۹ سال فرانسه، و مالی بازی کرده‌است. گارا دمبله پسر عموی بزرگ عثمان دمبله است